# جين م. جوزيف
جين م. جوزيف (بالإنجليزية: Jane Joseph)‏ (و. 1894 – 1929 م) هي ملحنة، ومعلمة موسيقى بريطانية، ولدت في لندن، توفيت في لندن، عن عمر يناهز 35 عاماً ، بسبب قصور كلوي.

## التعليم
تعلمت في مدرسة سانت بول للبنات، وتعلمت في كلية غريتون
.